# 赤駅
赤駅（あかえき）は、福岡県田川郡赤村大字内田にある平成筑豊鉄道田川線の駅である。駅番号はHC20。
優等列車の運行はなく、普通列車のみ停車する。

## 歴史
- 2003年（平成15年）3月15日：平成筑豊鉄道により開業[1]。

## 駅構造

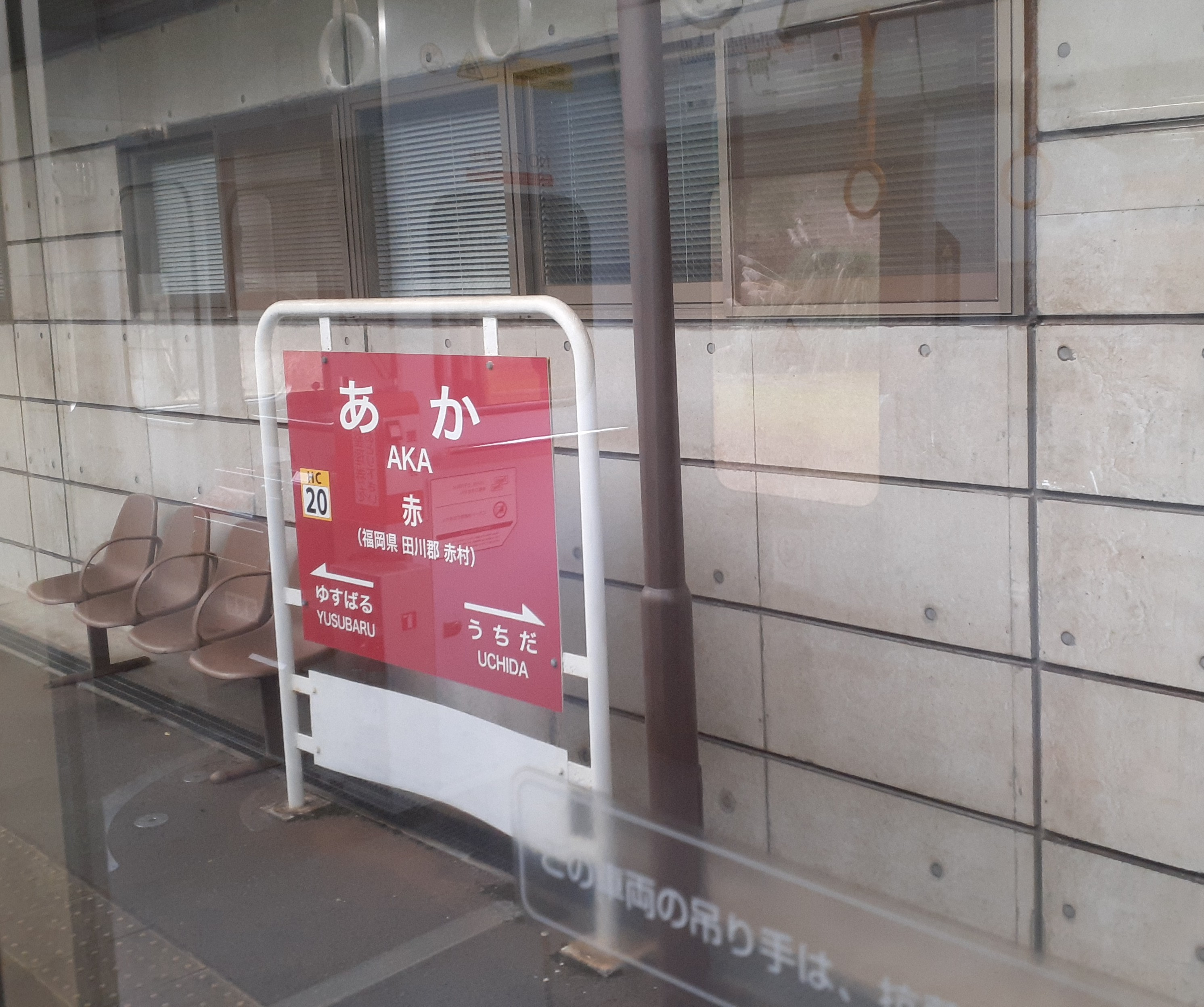
駅名の通りに真っ赤な当駅の駅名標（2025年1月）

下り列車進行方向に向かって左側に単式ホーム1面1線を持つ地上駅。待合室があり、赤村商工会が併設されている。構内踏切で、歩行者や軽車両等はホームの反対側に出入りできる。

## 駅周辺
駅前に村役場、中央公民館、保健センターなどの村の施設が集中している。ただし駅周辺に大きな集落や商店はなく、村の中心市街地へは隣の油須原駅のほうが近い。

## その他
駅前の道路は未完成に終わった日本国有鉄道（国鉄）油須原線用に用意された敷地で、2003年（平成15年）より、道路上に敷設された軌道の上でボランティアの手によるトロッコ列車が冬期を除く月1回程度運行されている。新型コロナウイルス感染拡大防止の観点から運休していたが、2023年3月に運行を再開した。

## 隣の駅
平成筑豊鉄道
■田川線
油須原駅 (HC21)  - 赤駅(HC20) - 内田駅 (HC19)